# Điện Biên Phủ
Điện Biên Phủ là thành phố tỉnh lỵ cũ của tỉnh Điện Biên, Việt Nam.

## Địa lý
Thành phố Điện Biên Phủ nằm ở trung tâm địa lý của tỉnh Điện Biên, có vị trí địa lý:
- Phía đông giáp huyện Điện Biên Đông và huyện Mường Ảng
- Phía tây và phía nam giáp huyện Điện Biên
- Phía bắc giáp huyện Mường Chà.

Điện Biên Phủ cách trung tâm thủ đô Hà Nội 455 km về phía tây bắc, cách biên giới nước Cộng hoà dân chủ nhân dân Lào khoảng 31 km về phía đông. Trung tâm thành phố nằm trên cánh đồng Mường Thanh với chiều dài khoảng 23 km, chiều rộng trung bình 6 km đến 8 km và tổng diện tích khoảng 150 km².

### Khí hậu
Thành Phố Điện Biên Phủ có khí hậu cận nhiệt đới ẩm chịu ảnh hưởng của gió mùa (Koppen: Cwa). Mùa đông lạnh, khô do ảnh hưởng của áp cao Siberia., kéo dài từ tháng 10 năm trước đến tháng 3 năm sau. Mùa hè nóng, rất ẩm do ảnh hưởng của gió mùa, kéo dài liên tục từ tháng 4 đến tháng 9. 
| Dữ liệu khí hậu của Điện Biên Phủ                            | Dữ liệu khí hậu của Điện Biên Phủ | Dữ liệu khí hậu của Điện Biên Phủ | Dữ liệu khí hậu của Điện Biên Phủ | Dữ liệu khí hậu của Điện Biên Phủ | Dữ liệu khí hậu của Điện Biên Phủ | Dữ liệu khí hậu của Điện Biên Phủ | Dữ liệu khí hậu của Điện Biên Phủ | Dữ liệu khí hậu của Điện Biên Phủ | Dữ liệu khí hậu của Điện Biên Phủ | Dữ liệu khí hậu của Điện Biên Phủ | Dữ liệu khí hậu của Điện Biên Phủ | Dữ liệu khí hậu của Điện Biên Phủ | Dữ liệu khí hậu của Điện Biên Phủ |
| Tháng                                                        | 1                                 | 2                                 | 3                                 | 4                                 | 5                                 | 6                                 | 7                                 | 8                                 | 9                                 | 10                                | 11                                | 12                                | Năm                               |
| ------------------------------------------------------------ | --------------------------------- | --------------------------------- | --------------------------------- | --------------------------------- | --------------------------------- | --------------------------------- | --------------------------------- | --------------------------------- | --------------------------------- | --------------------------------- | --------------------------------- | --------------------------------- | --------------------------------- |
| Cao kỉ lục °C (°F)                                           | 32.4 (90.3)                       | 33.9 (93.0)                       | 36.1 (97.0)                       | 38.5 (101.3)                      | 38.6 (101.5)                      | 37.9 (100.2)                      | 36.0 (96.8)                       | 35.2 (95.4)                       | 35.0 (95.0)                       | 35.5 (95.9)                       | 32.4 (90.3)                       | 31.2 (88.2)                       | 38.6 (101.5)                      |
| Trung bình ngày tối đa °C (°F)                               | 23.7 (74.7)                       | 25.9 (78.6)                       | 29.1 (84.4)                       | 30.9 (87.6)                       | 31.6 (88.9)                       | 31.0 (87.8)                       | 30.3 (86.5)                       | 30.2 (86.4)                       | 30.2 (86.4)                       | 28.9 (84.0)                       | 26.3 (79.3)                       | 23.6 (74.5)                       | 28.5 (83.3)                       |
| Trung bình ngày °C (°F)                                      | 16.3 (61.3)                       | 18.0 (64.4)                       | 20.9 (69.6)                       | 23.7 (74.7)                       | 25.5 (77.9)                       | 26.0 (78.8)                       | 25.8 (78.4)                       | 25.5 (77.9)                       | 24.7 (76.5)                       | 22.6 (72.7)                       | 19.4 (66.9)                       | 16.2 (61.2)                       | 22.0 (71.6)                       |
| Tối thiểu trung bình ngày °C (°F)                            | 12.1 (53.8)                       | 13.1 (55.6)                       | 15.5 (59.9)                       | 19.0 (66.2)                       | 21.6 (70.9)                       | 23.2 (73.8)                       | 23.2 (73.8)                       | 22.8 (73.0)                       | 21.6 (70.9)                       | 19.1 (66.4)                       | 15.4 (59.7)                       | 12.0 (53.6)                       | 18.2 (64.8)                       |
| Thấp kỉ lục °C (°F)                                          | −1.3 (29.7)                       | 4.8 (40.6)                        | 5.3 (41.5)                        | 11.4 (52.5)                       | 14.8 (58.6)                       | 17.4 (63.3)                       | 18.7 (65.7)                       | 10.7 (51.3)                       | 15.0 (59.0)                       | 7.7 (45.9)                        | 4.0 (39.2)                        | 0.4 (32.7)                        | −1.3 (29.7)                       |
| Lượng Giáng thủy trung bình mm (inches)                      | 21 (0.8)                          | 31 (1.2)                          | 55 (2.2)                          | 111 (4.4)                         | 187 (7.4)                         | 274 (10.8)                        | 310 (12.2)                        | 313 (12.3)                        | 151 (5.9)                         | 65 (2.6)                          | 31 (1.2)                          | 21 (0.8)                          | 1.568 (61.7)                      |
| Số ngày giáng thủy trung bình                                | 4.8                               | 4.0                               | 5.8                               | 12.4                              | 17.1                              | 20.3                              | 22.4                              | 21.3                              | 13.4                              | 8.7                               | 5.5                               | 3.7                               | 139.3                             |
| Độ ẩm tương đối trung bình (%)                               | 82.7                              | 79.7                              | 79.2                              | 81.0                              | 81.9                              | 84.6                              | 86.3                              | 87.4                              | 86.4                              | 84.9                              | 83.5                              | 83.4                              | 83.4                              |
| Số giờ nắng trung bình tháng                                 | 163                               | 175                               | 205                               | 206                               | 203                               | 142                               | 131                               | 146                               | 172                               | 173                               | 158                               | 161                               | 2.034                             |
| Nguồn: Vietnam Institute for Building Science and Technology |                                   |                                   |                                   |                                   |                                   |                                   |                                   |                                   |                                   |                                   |                                   |                                   |                                   |

## Hành chính
Thành phố Điện Biên Phủ có 12 đơn vị hành chính cấp xã trực thuộc, bao gồm 7 phường: Him Lam, Mường Thanh, Nam Thanh, Noong Bua, Tân Thanh, Thanh Bình, Thanh Trường và 5 xã: Mường Phăng, Nà Nhạn, Nà Tấu, Pá Khoang, Thanh Minh.
| \| Phường (7) \| \| \| \| \| \| Him Lam \| 6,13 \| 11.156 \| 1.819 \| 17 TDP, 3 bản \| \| Mường Thanh \| 1,68 \| 11.289 \| 6.719 \| 15 TDP \| \| Nam Thanh \| 5,15 \| 8.251 \| 1.602 \| 11 TDP, 7 bản \| \| Noong Bua \| 3,31 \| 6.809 \| 2.057 \| 10 TDP, 3 bản \| \| Tân Thanh \| 1,28 \| 9.938 \| 7.764 \| 10 TDP \| \| Thanh Bình \| 0,78 \| 5.608 \| 7.189 \| 7 TDP \| \| Thanh Trường \| 6,74 \| 6.825 \| 1.012 \| 9 TDP, 5 bản \| \| Xã (5) \| \| \| \| \| \| Mường Phăng \| 34,75 \| 5.413 \| 155 \| 20 thôn, bản \| \| Nà Nhạn \| 76 \| 5.147 \| 67 \| 14 thôn, bản \| \| Nà Tấu \| 74,64 \| 6.333 \| 84 \| 16 thôn, bản \| \| Pá Khoang \| 55,60 \| 4.667 \| 83 \| 16 thôn, bản \| \| Thanh Minh \| 40,54 \| 3.236 \| 79 \| 12 thôn, bản \| |                 |                |                    |               |
| Nguồn: Niên giám thống kê tỉnh Điện Biên năm 2022:28 |                 |                |                    |               |
| Tên | Diện tích (km²) | Dân số (người) | Mật độ (người/km²) | Hành chính    |
| Phường (7) |                 |                |                    |               |
| Him Lam | 6,13            | 11.156         | 1.819              | 17 TDP, 3 bản |
| Mường Thanh | 1,68            | 11.289         | 6.719              | 15 TDP        |
| Nam Thanh | 5,15            | 8.251          | 1.602              | 11 TDP, 7 bản |
| Noong Bua | 3,31            | 6.809          | 2.057              | 10 TDP, 3 bản |
| Tân Thanh | 1,28            | 9.938          | 7.764              | 10 TDP        |
| Thanh Bình | 0,78            | 5.608          | 7.189              | 7 TDP         |
| Thanh Trường | 6,74            | 6.825          | 1.012              | 9 TDP, 5 bản  |
| Xã (5) |                 |                |                    |               |
| Mường Phăng | 34,75           | 5.413          | 155                | 20 thôn, bản  |
| Nà Nhạn | 76              | 5.147          | 67                 | 14 thôn, bản  |
| Nà Tấu | 74,64           | 6.333          | 84                 | 16 thôn, bản  |
| Pá Khoang | 55,60           | 4.667          | 83                 | 16 thôn, bản  |
| Thanh Minh | 40,54           | 3.236          | 79                 | 12 thôn, bản  |

## Lịch sử
Điện Biên Phủ vốn được gọi là Mường Thanh, từ chữ Mường Then theo tiếng dân tộc Thái nghĩa là Xứ Trời, gắn với truyền thuyết về sự phát sinh ra dân tộc Thái. Đây là đất tổ của nhiều ngành Thái ở Đông Nam Á.
Khi Lạng Chạng đưa một bộ phận người Thái Đen từ Mường Lò (Nghĩa Lộ ngày nay) đến Mường Thanh thì vùng đất này còn gọi là Song Thanh vì có hai mường: Thanh Nưa (Thanh trên) từ bản Noong Hét ngược về đầu nguồn sông Nậm Rốm và Thanh Tẩu (Thanh dưới) từ bản Noong Hét đến cuối sông Nậm Rốm. Tại đây có Viềng Xam Mứn (thành Tam Vạn) cổ kính của người Thái. Các mường thuộc Mường Thanh xưa gồm: Mường Phăng, Mường Nha, Mường Luân, Mường Lèo, Mường Lói nay thuộc huyện Điện Biên; Mường U nay thuộc tỉnh Phong Xa Lỳ của Lào; Mường Và, Sốp Cộp nay thuộc tỉnh Sơn La.
Tên gọi Mường Thanh xuất hiện lần đầu trong sách Hưng Hóa xứ Phong Thổ lục của Hoàng Bình Chính. Hoàng Công Chất nổi dậy chống lại vua Lê chúa Trịnh, chiếm đất Mường Thanh, xây đắp thành lũy gọi là Phủ Chiềng Lễ, phiên âm Hán -Việt là Trình Lệ. Ông đã ở đây từ năm 1754 đến năm 1769.
Năm 1778 nhà Lê bình được Hoàng Công Toản (con trai Hoàng Công Chất) và đặt ra châu Ninh Biên thay cho tên gọi Mường Thanh, thuộc phủ An Tây. Ninh Biên có 12 mường nhỏ gộp lại.
Tên gọi Điện Biên do vua Thiệu Trị đặt năm 1841 từ châu Ninh Biên; Điện (奠) nghĩa là kiến lập, Biên (邊) nghĩa là vùng biên giới, biên ải. Phủ Điện Biên (tức Điện Biên Phủ) thời Thiệu Trị gồm 3 châu: Ninh Biên (do phủ kiêm lý, tức là tri phủ kiêm quản lý châu), Tuần Giáo và Lai Châu.

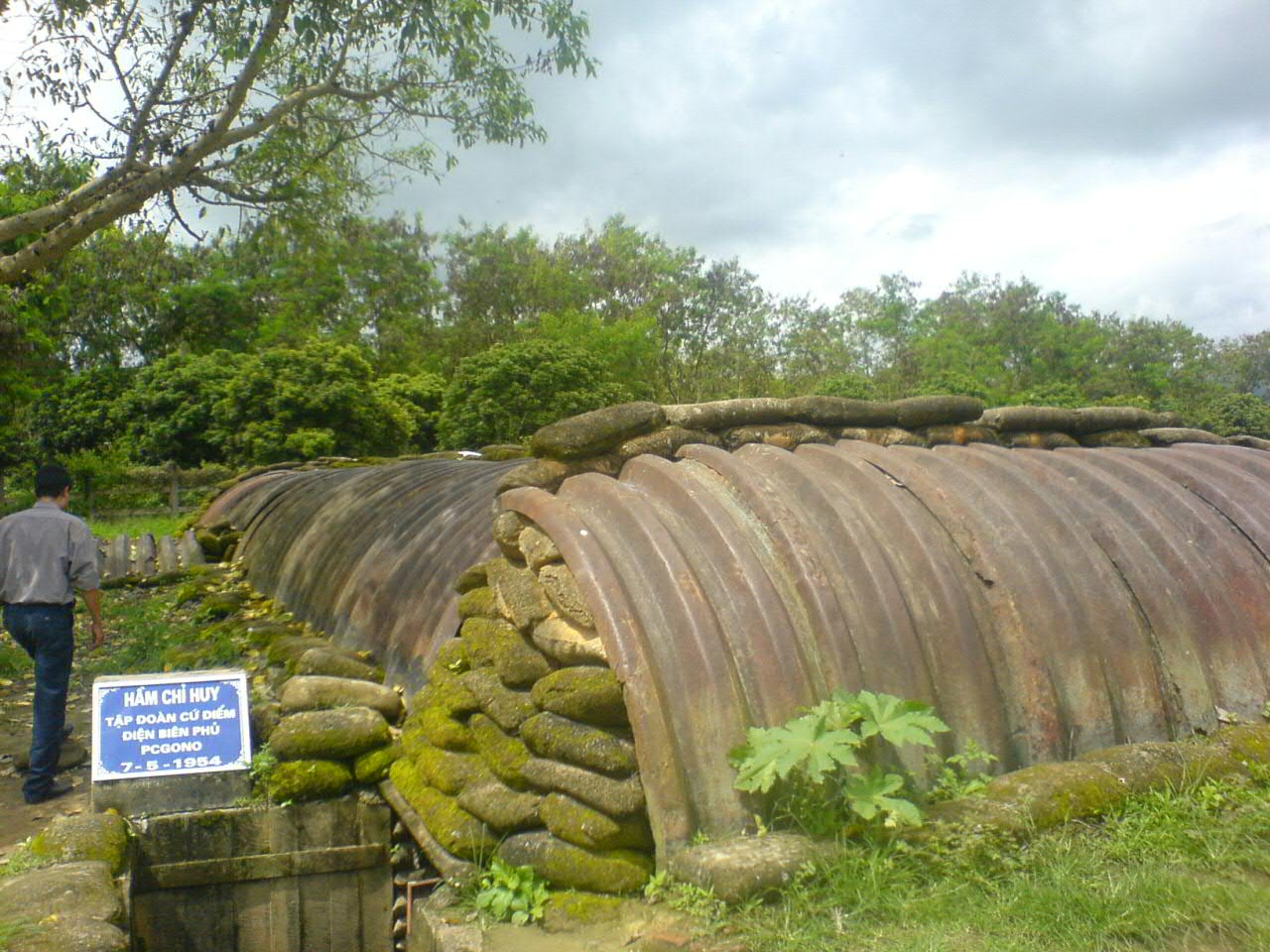
Hầm chỉ huy cứ điểm Điện Biên Phủ

Thành phố Điện Biên Phủ được biết đến với trận Điện Biên Phủ năm 1954, giữa quân đội Việt Minh (do tướng Võ Nguyên Giáp chỉ huy) và quân đội Pháp (do tướng Christian de Castries chỉ huy). Cuộc chiến mang ý nghĩa rất lớn trong việc kết thúc vai trò của người Pháp ở bán đảo Đông Dương, và đưa tới việc ký kết hiệp định chia Việt Nam ra thành 2 miền: Bắc và Nam. Trận Điện Biên Phủ được nhắc đến như một chiến thắng vĩ đại nhất của các nước Đông Nam Á chống lại một cường quốc phương Tây. Trong trận này, lực lượng Việt Minh đã di chuyển pháo binh của họ lên những quả đồi xung quanh tập đoàn cứ điểm Điện Biên Phủ và tiến công vào sườn của quân đội Pháp. Bằng cách huy động sức người một cách tối đa và với lực lượng hậu cần đông đảo của mình, Việt Minh đã làm nên một trong những chiến thắng quan trọng nhất trong lịch sử chiến tranh của Việt Nam.

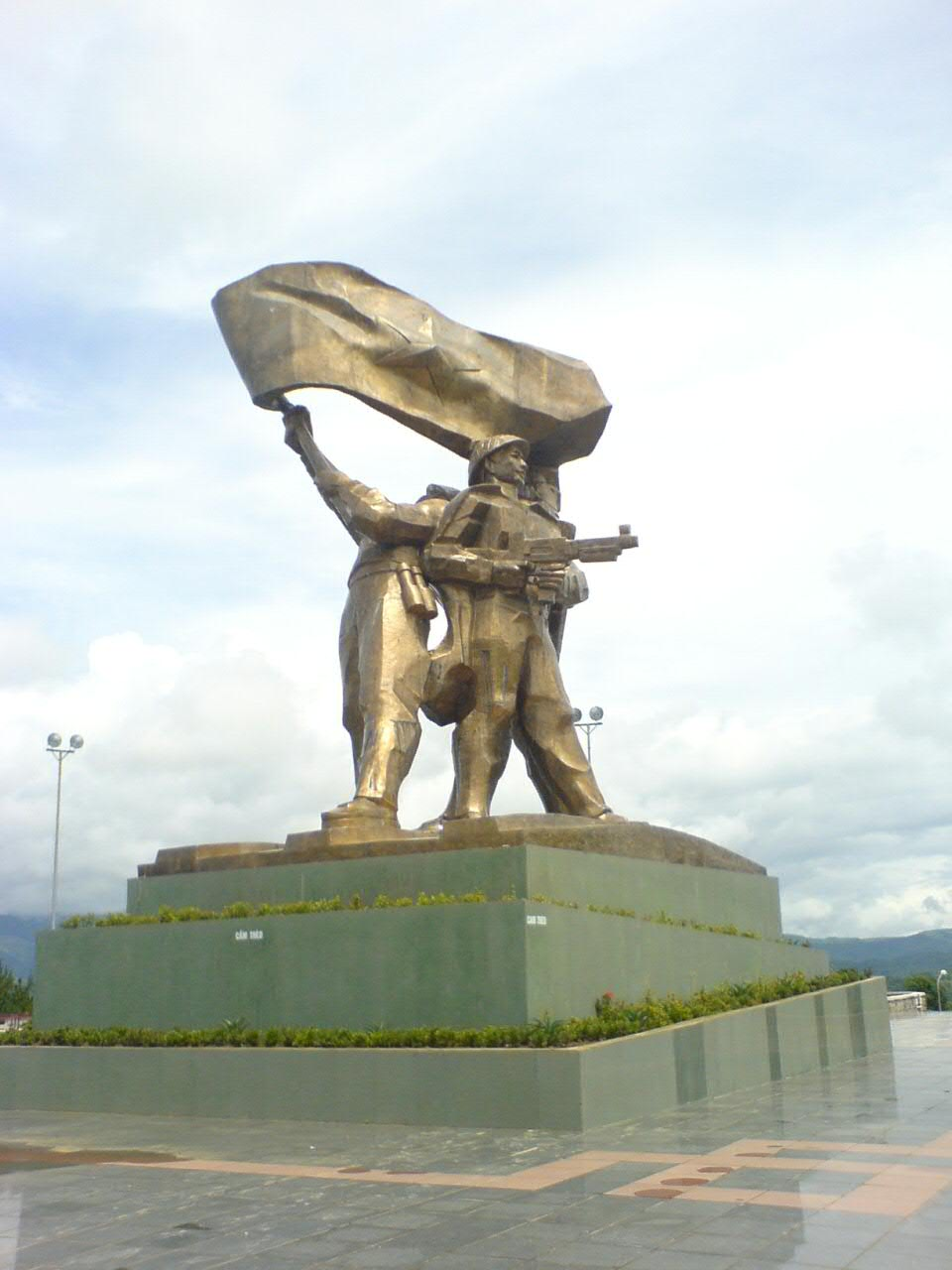
Tượng đài chiến thắng Điện Biên Phủ

Quần thể di tích lịch sử Điện Biên Phủ được chính thức xếp hạng di tích lịch sử quốc gia ngày 28 tháng 4 năm 1962. Tượng đài chiến thắng Điện Biên Phủ được xây dựng nhân dịp kỷ niệm 50 năm chiến thắng Điện Biên Phủ (2004). Hiện nay chạy dọc thung lũng Mường Thanh, nơi diễn ra cuộc đọ sức lịch sử năm xưa là đại lộ 279 (nay là Đại lộ Võ Nguyên Giáp), con phố chính và lớn nhất thành phố Điện Biên Phủ.
Sau năm 1954, địa bàn thành phố Điện Biên Phủ ngày nay thuộc huyện Điện Biên, tỉnh Lai Châu (cũ).
Bắt đầu từ năm 1958, một nông trường quân đội được xây dựng ở đây, kéo theo di dân từ đồng bằng Bắc Bộ, sau đó thị trấn Nông trường Điện Biên được thành lập, sau lại tách một phần diện tích của thị trấn nông trường Điện Biên để thành lập thị trấn Điện Biên, thị trấn huyện lỵ của huyện Điện Biên thuộc tỉnh Lai Châu.
Đến cuối năm 1991, huyện Điện Biên có thị trấn Điện Biên (huyện lỵ), thị trấn Nông trường Điện Biên và 30 xã: Chiềng Sơ, Háng Lìa, Keo Lôm, Luân Giới, Mường Luân, Mường Mươn, Mường Nhà, Mường Nói, Mường Phăng, Mường Pồn, Na Son, Nà Tấu, Na Ủ, Noọng Hẹt, Noong Luống, Núa Ngam, Pa Thom, Phì Nhừ, Phình Giang, Pù Nhi, Sam Mứn, Thanh An, Thanh Chăn, Thanh Hưng, Thanh Luông, Thanh Minh, Thanh Nưa, Thanh Xương, Thanh Yên, Xa Dung.
Ngày 18 tháng 4 năm 1992, tách thị trấn Điện Biên và xã Thanh Minh thuộc huyện Điện Biên để thành lập thị xã Điện Biên Phủ - thị xã tỉnh lỵ tỉnh Lai Châu bấy giờ. Ban đầu, thị xã có 2 phường: Mường Thanh, Him Lam và 2 xã: Thanh Minh, Noong Bua.
Ngày 26 tháng 5 năm 1997, thành lập phường Thanh Bình trên cơ sở điều chỉnh 64,5 ha diện tích tự nhiên và 1.622 nhân khẩu của xã Thanh Luông thuộc huyện Điện Biên.
Ngày 18 tháng 8 năm 2000, thành lập phường Tân Thanh trên cơ sở 102 ha diện tịch tự nhiên và 8.210 nhân khẩu của phường Mường Thanh.
Thị xã Điện Biên Phủ có 4 phường và 2 xã trực thuộc.
Ngày 26 tháng 9 năm 2003, Chính phủ ban hành Nghị định số 110/2003/NĐ-CP chuyển thị xã Điện Biên Phủ thành thành phố Điện Biên Phủ. Đồng thời, mở rộng địa giới hành chính thành phố Điện Biên Phủ trên cơ sở sáp nhập toàn bộ diện tích và dân số của thị trấn Mường Thanh, một phần diện tích và dân số của các xã Thanh Luông và Thanh Nưa thuộc huyện Điện Biên và thành lập 3 phường mới trực thuộc:
- Thành lập phường Nam Thanh trên cơ sở toàn bộ 356,25 ha diện tích tự nhiên và 8.520 nhân khẩu của thị trấn Mường Thanh
- Thành lập phường Thanh Trường trên cơ sở 281 ha diện tích tự nhiên và 3.147 nhân khẩu của xã Thanh Luông; 251 ha diện tích tự nhiên và 2.627 nhân khẩu của xã Thanh Nưa thuộc huyện Điện Biên (phần điều chỉnh của 2 xã về thành phố Điện Biên Phủ quản lý)
- Thành lập phường Noong Bua trên cơ sở toàn bộ diện tích tự nhiên và dân số của xã Noong Bua.

Thành phố Điện Biên Phủ có 7 phường và 1 xã.
Ngày 26 tháng 11 năm 2003, Quốc hội ban hành Nghị quyết số 22/2003/QH11 chia tỉnh Lai Châu thành hai tỉnh Lai Châu (mới) và Điện Biên. Thành phố Điện Biên Phủ trở thành tỉnh lỵ tỉnh Điện Biên.
Ngày 16 tháng 4 năm 2009, thành lập xã Tà Lèng trên cơ sở điều chỉnh 1.536,29 ha diện tích tự nhiên và 2.500 nhân khẩu của phường Noong Bua.
Cuối năm 2018, thành phố Điện Biên Phủ có diện tích tự nhiên 64,27 km², dân số là 59.748 người, mật độ dân số đạt 929 người/km², gồm 7 phường: Him Lam, Mường Thanh, Nam Thanh, Noong Bua, Tân Thanh, Thanh Bình, Thanh Trường và 2 xã: Tà Lèng, Thanh Minh.
Ngày 21 tháng 11 năm 2019, Ủy ban thường vụ Quốc hội ban hành Nghị quyết 815/NQ-UBTVQH14 về việc sắp xếp các đơn vị hành chính cấp huyện, cấp xã thuộc tỉnh Điện Biên (nghị quyết có hiệu lực từ ngày 1 tháng 1 năm 2020). Theo đó:
- Chuyển 4 xã: Mường Phăng, Pá Khoang, Nà Nhạn, Nà Tấu thuộc huyện Điện Biên về thành phố Điện Biên Phủ quản lý
- Điều chỉnh 0,72 km² diện tích tự nhiên, 766 người của xã Thanh Luông và 0,25 km² diện tích tự nhiên của xã Thanh Hưng thuộc huyện Điện Biên về phường Thanh Trường quản lý
- Điều chỉnh 0,27 km² diện tích tự nhiên, 540 người của xã Thanh Hưng thuộc huyện Điện Biên về phường Nam Thanh quản lý
- Sáp nhập xã Tà Lèng vào xã Thanh Minh.

Thành phố Điện Biên Phủ có 7 phường và 5 xã như hiện nay.

## Kinh tế

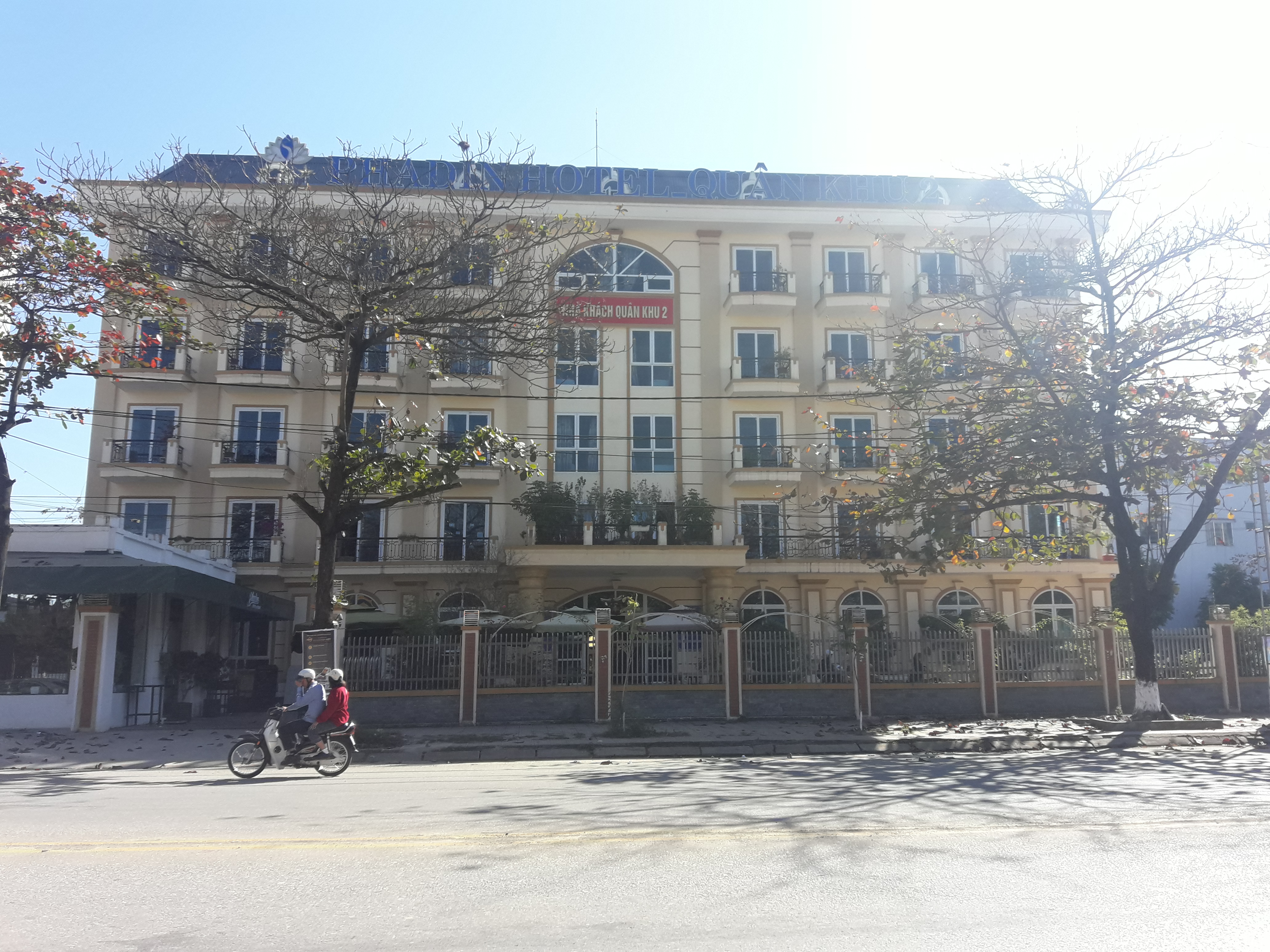
Phadin Hotel – Quân khu 2

Ngày nay Điện Biên Phủ là một điểm du lịch. Cùng với việc tham quan trận địa, du khách còn có thể thưởng ngoạn thung lũng Mường Thanh, tham quan các ngôi làng lân cận.
Vì chỉ cách biên giới Lào 30 km, nên Điện Biên Phủ là một trung tâm thương mại quan trọng. Thực phẩm từ đây chuyển sang Lào và Thái Lan và hàng hóa chuyển đến các tỉnh phía bắc của Việt Nam.
Hiện nay, thành phố đã và đang có nhiều dự án phục vụ phát triển Kinh tế - xã hội: Khu đô thị mới Nậm Rốm, Nhà khách Quân khu 2 (phường Thanh Bình), Dự án trụ sở Vietinbank, Cục Hải quan tỉnh (phường Mường Thanh)..., cùng nhiều Trung tâm mua sắm, thương mại; đặc biệt là tổ hợp trung tâm thuơng mại Vincom Plaza và nhà ở thuơng mại của Tập đoàn Vingroup đang được xây dựng tại đường Võ Nguyên Giáp, liền kề với quảng trường 7/5, dự kiến khánh thành vào tháng 9/2023. Ngoài ra, TP. Điện Biên Phủ có khu du lịch sinh thái Him Lam (phường Him Lam) với nhà sàn gỗ lim lớn nhất Việt Nam và các dịch vụ du lịch phong phú.

## Dân số
Thành phố Điện Biên Phủ có diện tích 308,18 km², dân số năm 2018 là 80.366 người. Cư dân sống ở đây bên cạnh người Kinh còn có một số đông là người Thái, người H'Mông, người Si La. Các dân tộc thiểu số chiếm 1/3 dân số của thành phố.
Thành phố Điện Biên Phủ có diện tích 306,58 km², dân số năm 2022 là 84.672 người, mật độ dân số đạt 276 người/km².:91

## Giao thông

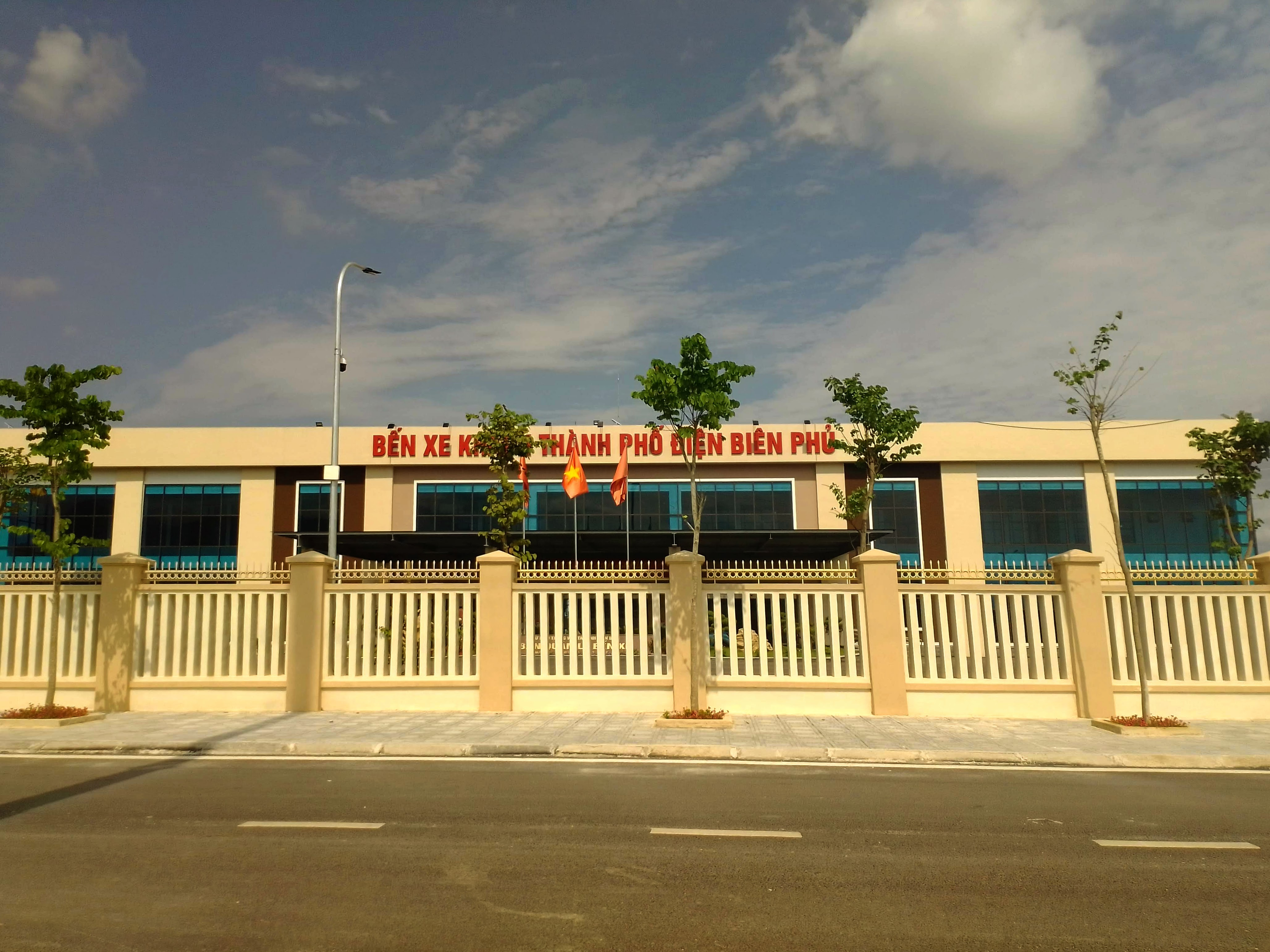
Bến xe khách thành phố Điện Biên Phủ

Về đường bộ, Điện Biên Phủ nối với thị xã Mường Lay bằng đường 12, cách nhau 90 km. Điện Biên Phủ cách Hà Nội 474 km theo đường 279 đến Tuần Giáo chuyển sang đường 6.
Về đường hàng không, Điện Biên Phủ có sân bay Điện Biên nối với Hà Nội, Hải Phòng và Thành phố Hồ Chí Minh.

### Các tuyến đường
- Võ Nguyên Giáp (trước đây là đường 7/5)
- Nguyễn Chí Thanh
- Hoàng Văn Thái
- Hoàng Công Chất
- Nguyễn Hữu Thọ
- Sùng Phái Sinh
- Đường số 1, 2, 3, 4, 5, 6, 7, 8, 9 (Phường Noong Bua)
- Phan Đình Giót
- Trần Can
- Trần Văn Thọ
- 13 tháng 3
- Tôn Thất Tùng
- Lò Văn Hặc
- Lê Trọng Tấn
- Trường Chinh
- Trần Đăng Ninh
- Bế Văn Đàn,...